# Roques de Mas Maria
Les Roques de Mas Maria és una muntanya de 698 metres que es troba al municipi de Torrelles de Foix, a la comarca de l'Alt Penedès.